# Elpis (mitologia)
Elpis (gr. Ἐλπίς Elpís) – w mitologii greckiej personifikacja nadziei ukryta przez Zeusa na dnie puszki Pandory. Gdy po otwarciu puszki na świat wydostały się nieszczęścia, Pandora szybko zamknęła wieko, pozostawiając w puszce tylko nadzieję. Według innych wersji, puszka była darem ślubnym dla Epimeteusza i zawierała wszelkie dobro. Otwierając ją Pandora pozwoliła, by dobra te uleciały z powrotem do siedzib bogów. Ludziom pozostała jedynie nadzieja jako pociecha w ich nieszczęściach.
Elpis przedstawiano jako młodą kobietę niosącą kwiaty. W mitologii rzymskiej jej odpowiedniczką była Spes.